# باولا أوليفيرا كيس
باولا أوليفيرا كيس هي محامية برازيلية، ولدت في 20 أكتوبر 1982 في ريسيفي في البرازيل.